# Емилово
Емилово (латыш. Jemilava) — деревня в России, в Гавровской волости Пыталовского района Псковской области.
Деревня расположена в 11 км к югу от города Пыталово.
C 1920 до 1944 гг. входила в состав Яунлатгальского (Абренского) уезда Латвии.

## Население
| 2001 | 2002 | 2010 |
| ---- | ---- | ---- |
| 342  | ↘276 | ↘176 |

Численность населения к началу 2001 года составляла 342 жителя.

## История
До 3 июня 2010 года деревня была административным центром Дубновской волости.